# Wiesiołek ozdobny

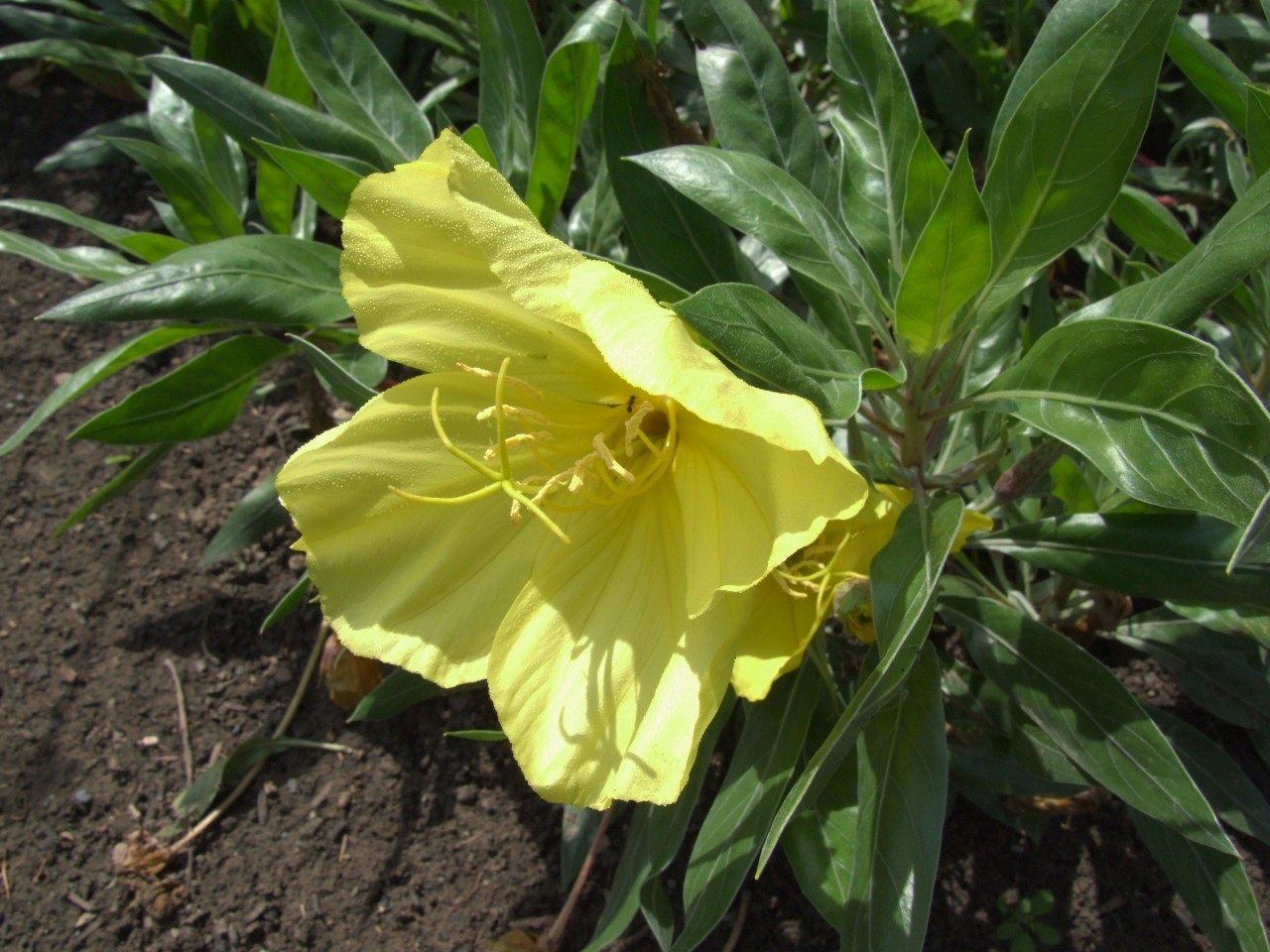

Wiesiołek ozdobny, w. missouryjski (Oenothera macrocarpa) – gatunek rośliny należący do rodziny wiesiołkowatych. Pochodzi z Ameryki Północnej, z obszaru USA (stany:
Illinois, Kansas, Missouri, Nebraska, Oklahoma, Arkansas, Teksas). W Polsce jest uprawiany jako roślina ozdobna.

## Morfologia
ŁodygaPłożąca się, rozgałęziona, owłosiona, o długości do 15 cm i czasami czerwono nabiegła.
LiściePojedyncze, lancetowate lub owalne, o gładkich lub ząbkowanych brzegach. Mają długość do 8 cm i bardzo jasne nerwy.
KwiatyŻółte i bardzo duże w stosunku do wielkości rośliny (osiągają średnicę do 12 cm). Mają kielich z czerwonymi plamkami, 4 płatkową koronę, 1 słupek z 4 długimi nitkowatymi znamionami i liczne pręciki.
OwoceDuże, oskrzydlone, ozdobne.

## Biologia
Bylina, hemikryptofit. Kwitnie od czerwca do października. Kwiaty otwierają się po południu, przy czym pojedynczy kwiat kwitnie tylko 1 dzień.

## Uprawa
- Przydatność. Jest uprawiany głównie ze względu na kwiaty i owoce. Nadaje się do ogrodu skalnego i do ogrodów naturalistycznych. Owoce mogą być wykorzystywane do suchych bukietów.
- Wymagania. Wymaga przepuszczalnej gleby piaszczysto-gliniastej, nie musi być żyzna. Stanowisko powinno być słoneczne. Jest dość wytrzymały na suszę i całkowicie mrozoodporny. Źle toleruje przesadzanie.
- Rozmnażanie. Poprzez siew nasion, wymagają one stratyfikacji.